# John Hothby
John Hothby   (Anglaterra, 1410 (Gregorià) - Anglaterra, 1487 (Gregorià)), conegut també com a Otteby, Hocby, Octobi o Ottobi, i pels seus llatins Johannes Ottobi o Johannes de Londonis, va ser un compositor i teòric musical renaixentista anglès que va viatjar àmpliament a Europa i va guanyar una reputació internacional pel seu treball.
Des de 1467 fins poc abans de la seva mort, visqué en el convent de Carmelites de Sant Martí de Lucca. Deixà tractats importants, entre ells: Calliopea leghale, reproduït en la Història de l'harmonia, de Coussemaker; Regulae...super proportiones, De cantu figurato i Super contrapunctum, tots tres reimpresos en el volum III de Scriptores de musica mediiaevi, del mateix autor.
Altres tractats menys importants es troben manuscrits a Florència. També se li deuen diverses composicions a 3 veus.